# Erbfolgekrieg

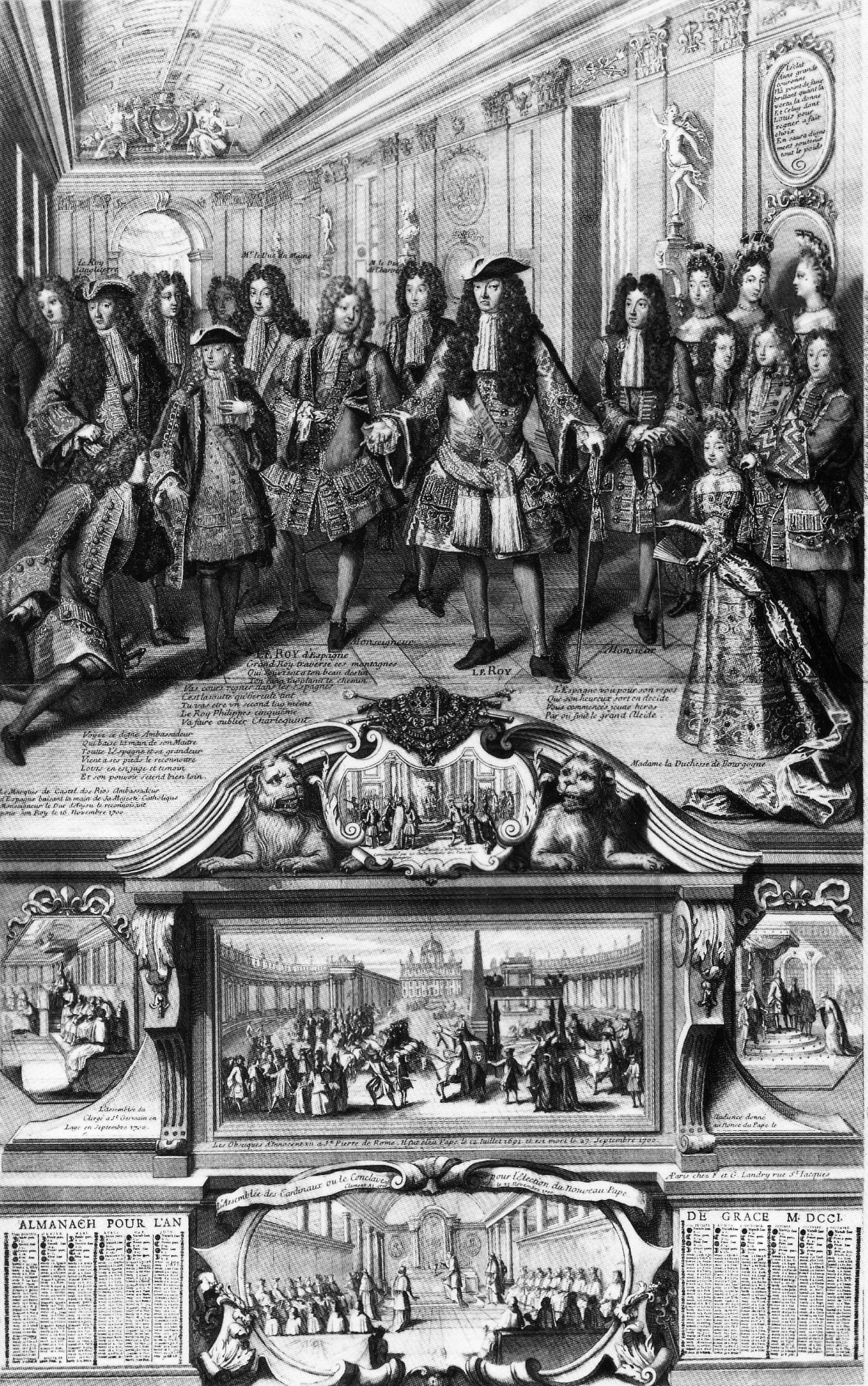
König Louis XIV von Frankreich erklärt nach dem Tod Carlos’ II. seinen Enkel Philipp d’Anjou zum neuen König von Spanien (November 1700), wodurch der Spanische Erbfolgekrieg (1701–1714) ausgelöst wird (Zeitgenössischer Stich)

Als Erbfolgekrieg (auch Sukzessions- oder Thronfolgekrieg) wird ein bestimmter Typ bewaffneter Konflikte um Erb- und Thronfolgerechte bezeichnet, der durch dynastisch-genealogische Rivalitäten begründet wird.

## Ursachen
Erbfolgekriege hatten ihre Ursache in feudalen oder absolutistischen Herrschaftssystemen, in denen die Entscheidung über Krieg und Frieden von den einzelnen Souveränen ohne Zustimmung der Bevölkerung getroffen wurden. Die Politik der jeweiligen Herrscher wurde überwiegend von dynastischen Interessen bestimmt. Der Historiker Johannes Kunisch stellte dazu fest, dass „die alles bewegende Kraft das Gesetz des Machtprestiges, der Machtexpansion und der Durchsetzungswille der Dynastien“ gewesen ist. Zudem bestand der rechtliche und politische Zusammenhalt der verschiedenen Provinzen eines 'Staatsterritoriums' oft nur in dem gemeinsamen Herrscher. Frühe Staatssysteme basierten deshalb auf Dynastien, deren Aussterben sofort eine Staatskrise hervorriefen. Die Zusammensetzung der Staatsgebilde aus verschiedenen Provinzen und Territorien erleichterte auch deren Teilung im Konfliktfall sowie die Stellung von Ansprüchen auf einzelne Landesteile durch ausländische Fürsten.

## Begründungen
Um einen Krieg zu führen, wurde eine Legitimation benötigt (→ ius ad bellum). Diese Begründungen wurden in einer Kriegserklärung (Kriegsmanifest) angeführt, um anzuzeigen, dass es sich um einen gerechten Waffengang handelte. Wie Hugo Grotius feststellte, musste aus ihnen hervorgehen, dass man anders seine rechtlichen Ansprüche nicht durchsetzen könnte. Als Kriegsgründe boten sich Ansprüche auf Rechtstitel aus dem dynastischen Bereich geradezu an, weil internationale Beziehungen bis zum Ende des Ancien Régime im Wesentlichen auf Erb- und Heiratspolitik fußten. Diese waren oft so verworren, dass es zwangsläufig zu Streitigkeiten kommen musste. Erbverbrüderungs-, Verpfändungs- und Übereignungsverträge verkomplizierten die verschiedenen Beziehungen und konnten ebenfalls für Ansprüche genutzt werden. Dass Ansprüche überhaupt gestellt wurden, lag in dem permanenten Konkurrenz- und Prestigekampf der jeweiligen Herrscherhäuser begründet, zu denen noch der zeitgenössische Drang der Fürsten kam, sich „Ruhm“ zu erwerben.

## Häufung in der Frühen Neuzeit
Eine gewisse Häufung von Erbfolgekriegen ereignete sich in der Zeit zwischen dem Dreißigjährigen Krieg (1618–1648) und den Revolutionskriegen (1792–1815). Nach dem Historiker Heinz Duchhardt wurde der Ausbruch von Erbfolgekriegen in der Frühen Neuzeit zum einen durch die Unsicherheit begünstigt, inwiefern Erbfolgeregelungen und -vereinbarungen als zu respektierender Teil des entstehenden Völkerrechts anzusehen seien. Zum anderen habe es allerdings auch an effektiven Mitteln gefehlt um diesen Regelungen Anerkennung und Geltung zu verschaffen.

## Beispiele

### Mittelalter bis frühe Neuzeit
- Die Anarchie, England (1135–1154)
- Deutscher Thronstreit (1198–1212)
- Thüringisch-hessischer Erbfolgekrieg (1247–1263)
- Limburger Erbfolgestreit (1283–1289)
- Rügischer Erbfolgekrieg (1326–1328/1351–1354)
- Bretonischer Erbfolgekrieg (1341–1365)
- Erster Geldrischer Erbfolgekrieg (1343/1371–1379)
- Lüneburger Erbfolgekrieg (1370–1388)
- Eversteinsche Fehde (1403–1407)
- Zweiter Geldrischer Erbfolgekrieg (1425–1445)
- Kastilischer Erbfolgekrieg (1474–1479)

### Neuzeit bis zur Aufklärung
- Landshuter Erbfolgekrieg (1503–1505)
- Dritter Geldrischer Erbfolgekrieg (1543)
- Portugiesischer Erbfolgekrieg (1580–1583)
- Jülich-Klevischer Erbfolgestreit (1609–1614)
- Mantuanischer Erbfolgekrieg (1628–1631)
- Monmouth-Rebellion (1685)
- Pfälzischer Erbfolgekrieg (1688–1697)
- Spanischer Erbfolgekrieg (1701–1714)
- Polnischer Erbfolgekrieg (1733–1738)
- Österreichischer Erbfolgekrieg (1740–1748)
- Bayerischer Erbfolgekrieg (1778–1779)